# Wagner András
Wagner András (Szombathely, 1953. február 6.  – Szombathely, 2007. május 31.) magyar politikus, műszaki és középiskolai tanár, 1990-1998-ig Szombathely polgármestere.

## Élete
Általános iskolai és középiskolai tanulmányait is szülővárosában végezte. Diplomát a Bánki Donát Gépipari Műszaki Főiskolán szerzett, autóközlekedési műszaki tanári témakörben, majd középiskolai tanári képesítést szerzett az  Eötvös Loránd Tudományegyetem. 2003-ban a Regionális Politika és Gazdaságtan PhD fokozatát kapta meg a Pécsi Tudományegyetemen. Fiatal korában röplabdázott.
1989-ben belépett a SZDSZ-be és a párt színeiben 1990-ben, és 1994-ben Szombathely polgármesterévé választották, azonban 1998-ban alul marad a Fidesz színeiben induló Szabó Gáborral szemben. 1998-2002 között önkormányzati képviselőként dolgozott Szombathelyen. 1998-2000 között a Berzsenyi Dániel Főiskola tanára volt a technikai tanszéken. 2002-től volt az Oktatási Minisztérium munkatársa lett, és az Alapkezelő Igazgatóság főigazgatójaként, majd miniszteri biztosként dolgozott. Halála után Szombathely díszpolgárává választották.

## Halála
Wagner András 2007. május 6-án, vasárnap, a 84-es főúton a Balaton felé haladt kocsijával, mikor Jánosháza közelében, a Keléd-felőli kereszteződésnél egy eléhajtó autóval ütközött és a fának csapódott. Wagnerrel utazott 88 éves édesanyja is, aki a balesetben a helyszínen elhunyt. Wagnert a szombathelyi Markusovszky Kórházba szállították. Több műtétet is végrehajtottak rajta, azonban május 31-én meghalt. Halálát a baleset miatt kialakult tüdőembólia és keringési összeomlás okozta. A helyszínelő szakértők megállapították, hogy Wagner a 90-es táblánál 115–118 km/órával közlekedett, de ez nem befolyásolta a balesetet. A balesetben vétkes sofőrt, a bíróság, 'halálos közúti baleset gondatlan okozása' vádpontban bűnösnek találta és 1 év 8 hónap fogházbüntetésre ítélte, aminek végrehajtását 2 évre próbaidőre felfüggesztette.